# Yes I Know My Way (album)
Yes I Know My Way è una raccolta discografica di Pino Daniele, uscita nel 1998.

## Descrizione
Contenente i successi dei suoi primi 20 anni di carriera riarrangiati e tre inediti: Amore senza fine, Senza peccato (rifacimento di Yes I Know My Way) e Per te. Prende il nome dall'omonima canzone del 1981, incisa nell'album Vai mo'. La canzone è stata eseguita insieme a Jim Kerr dei Simple Minds in occasione del concerto per Viareggio con l'accompagnamento del flautista Andrea Griminelli.

## Tracce
1. Quando (nuova versione) – 3:32
2. Io per lei – 3:34
3. Che male c'è – 4:07
4. Amore senza fine (inedito) – 4:19
5. Senza peccato (inedito / nuova versione di Yes I Know My Way) – 5:02
6. Dubbi non ho – 4:14
7. Resta... Resta cu' mme  (nuova versione) – 2:49
8. Anna verrà (nuova versione) – 4:57
9. Che soddisfazione – 3:13
10. Quanno chiove (nuova versione) – 4:21
11. Napule è (nuova versione) – 3:45
12. A testa in giù (nuova versione) – 3:49
13. Je so' pazzo (nuova versione) – 3:43
14. A me me piace 'o Blues (nuova versione) – 3:08
15. Che Dio ti benedica – 4:17
16. Per te (inedito) – 3:09

## Musicisti negli inediti
- Pino Daniele – voce, chitarra elettrica ed acustica, mandolino
- Peter Erskine – batteria
- Jimmy Earl – basso in Amore senza fine
- Hossam Ramzy – percussioni in Amore senza fine
- Rachel Z – pianoforte, tastiera
- Charlie Burchill – chitarra in Senza peccato
- Fabio Massimo Colasanti – sintetizzatore in Senza peccato
- Lele Melotti – batteria in Senza peccato Napule è Quanno chiove
- Jim Kerr – voce in Senza peccato
- Accademia Musicale Italiana – archi in Per te
- Gianluca Podio – direzione d'orchestra in Per te

## Classifiche

### Classifiche settimanali
| Classifica (1998) | Posizione massima |
| ----------------- | ----------------- |
| Europa            | 23                |
| Italia            | 1                 |
| Svizzera          | 30                |

### Classifiche di fine anno
| Classifica (1998) | Posizione |
| ----------------- | --------- |
| Europa            | 94        |
| Italia            | 10        |